# Alberto Posadas
Alberto Posadas (Valladolid, 1967) es un compositor español, galardonado con el Premio Nacional de Música de 2011 en su modalidad de Composición, por el Ministerio de Cultura de España.

## Biografía
Alberto Posadas nace en Valladolid en 1967, donde realiza sus primeros estudios musicales, que completa posteriormente en Madrid.
En 1988 conoce a Francisco Guerrero Marín, con quien estudia composición y a quien considera su verdadero maestro. Este encuentro supone un punto de inflexión determinante en su carrera. Con Guerrero descubre nuevas técnicas para la creación de la forma musical tales como la combinatoria matemática y los fractales. No obstante, su búsqueda constante y determinación por integrar el elemento estético en dichos procedimientos, le conducen a utilizar modelos de composición propios como: la traslación de espacios arquitectónicos a música, la aplicación de la topología y de técnicas pictóricas relacionadas con la perspectiva o la exploración de las posibilidades acústicas a nivel “microscópico” del instrumento.
También de forma autodidacta, explora las posibilidades de la música electroacústica, desarrollando proyectos diversos, desde Liturgia de silencio de 1995, hasta obras más recientes como Snefru o Versa est in luctum (2002). Además, su interés por la investigación en el campo de la relación y aplicación del movimiento a la transformación electrónica del sonido, le lleva a participar desde 2006 en un proyecto multidisciplinar desarrollado por el IRCAM de París, cuyo estreno está previsto en 2009.
En 2006 Alberto Posadas recibe una beca de la Casa de Velázquez de Madrid para realizar un proyecto de investigación junto con el saxofonista Andrés Gomis, sobre las nuevas técnicas de interpretación del saxofón bajo y su aplicación a la composición.

## Obra
La obra compositiva de Posadas está dedicada, casi en su totalidad, al género instrumental representado en todas sus variantes: a solo, dúo, cuarteto, ensemble, orquesta, etc.
En 1993 comienza su proyección como compositor fuera de España. Desde entonces, un gran número de países le han incluido en sus programaciones: Austria, Alemania, Bélgica, Canadá, Francia, Portugal, Suiza, Estados Unidos, etc. Es precisamente en el extranjero donde obtiene el primer reconocimiento en forma de premio, al recibir el premio del público por el cuarteto de cuerdas A silentii sonitu en el Festival Ars Música de Bruselas, 2002.
Ha recibido encargos de Festivales como Agora (IRCAM) de París, Donaueschinger Musiktage de Donaueschingen, Festival MUSICA de Estrasburgo o Ars Música de Bruselas, así como del Ensemble Intercontemporain, al haber sido seleccionado para ello en el “reading panel 2003/04”. Por otro lado, ha recibido encargos personales de los propios intérpretes que dentro del catálogo, constituyen una gran parte de su obra para solista y pequeño ensemble. Como resultado de esta labor conjunta entre compositor e intérprete, figuran las obras escritas para Esteban Algora, Andrés Gomis, Alexis Descharmes u Oiasso Novis, entre otros.
Su música ha sido interpretada en el Wiener Musikverein de Viena, en el Encontros Gulbenkian de Lisboa, así como en el resto de festivales anteriormente mencionados. Estas interpretaciones han sido realizadas por ensembles y orquestas de reconocido prestigio como Ensemble Intercontemporain, Ensembe L’itineraire, Ensemble Court-Circuit, Nouvel Ensemble Moderne, Arditti String Quartet, Orchestre National de France, Orchestre Philharmonique du Luxembourg, etc., al frente de los cuales han dirigido directores entre los que destacan Arturo Tamayo, Pascal Rophé o Beat Furrer, por citar sólo algunos.
En la actualidad desarrolla varios encargos paralelos: una obra para ensemble con electrónica en vivo, danza y video para el IRCAM de Paris, (estreno, AGORA 2009); un ciclo de cuartetos de cuerda para el Festival MUSICA de Estrasburgo en coproducción con Casa da Música de Oporto y CDMC de España, (estreno, 2008); y finalmente, un concierto para saxofón y orquesta para la Orquesta de la Comunidad de Madrid, encargo de la Fundación Autor, España (estreno, temporada 2008/2009).
Desde 1999 sus obras son editadas por la editorial francesa Editions Musicales Européennes, en cuya página web (www.emepublish.com ) pueden consultarse el catálogo de obras y la discografía.
En el ámbito profesional de la docencia, trabaja desde 1991 como profesor de análisis, armonía y fundamentos de composición, y es invitado frecuentemente como conferenciante en ciclos y jornadas de música contemporánea: Universidad de Montreal, Aula de Música de la Universidad de Alcalá (Madrid), Fundación Universidad de verano de Castilla y León, E. T. S. de Ingenieros de la Universidad Autónoma de Madrid, Festival Internacional de Música Contemporánea de Alicante, Quincena Musical de San Sebastián, Festival Internacional “Encontres” de Baleares, etc.
En la actualidad es profesor en el Conservatorio de Música de Majadahonda (Madrid).

## Estética
Tres grandes líneas, a priori independientes pero a menudo entrecruzadas, recorren la obra de Alberto Posadas.
La primera línea surge del interés por la aplicación de modelos matemáticos y físicos al hecho compositivo; y evoluciona desde el uso de recursos propios de la combinatoria, hasta la simulación de modelos de comportamiento fractal. Esta relación entre música y matemáticas obedece a un intento de trasladar los mecanismos de regulación de la naturaleza a procesos de construcción musical. Esta línea de trabajo se plasma en obras como Apeiron para orquesta, Invarianza para ensemble., o el ciclo de cuartetos de cuerda Liturgia fractal.
En segundo lugar, la que nace de la exploración de las posibilidades acústicas a nivel “microscópico” del instrumento para generar tanto los materiales musicales de la obra, como su regulación. Esta forma de trabajo ha sido aplicada fundamentalmente en obras a solo como Eridsein para flauta, Sínolon para clarinete o Anábasis para saxo tenor.
La tercera línea parte del interés por crear una relación con otras manifestaciones artísticas.
En el caso de la arquitectura, busca la interacción espacio-tiempo mediante la aplicación de las dimensiones y proporciones de una obra arquitectónica, al control de los diferentes parámetros musicales. Los modelos arquitectónicos utilizados hasta ahora han sido las pirámides egipcias. Esto se refleja en obras como Snefru para acordeón y electrónica o Nebmaat para saxo, clarinete y trío de cuerdas.
En el caso de la pintura, la relación con la música se busca en la traslación de una de sus técnicas de perspectiva, la anamorfosis, como procedimiento de transformación topológica de la música. Esto se manifiesta en la obra para ensemble que lleva ese mismo título: Anamorfosis.